# Jim Palmer
James Alvin Palmer (ur. 15 października 1945) – amerykański baseballista, który występował na pozycji miotacza przez 19 sezonów w Major League Baseball.
Palmer podpisał kontrakt jako wolny agent z Baltimore Orioles w 1963. 17 kwietnia 1965 zaliczył debiut w MLB w meczu przeciwko Boston Red Sox. W tym samym roku Orioles pokonali w World Series Los Angeles Dodgers 4–0; Palmer wystąpił w meczu numer 2 rozegrał pełny mecz i zaliczył shutout. 13 sierpnia 1969 w spotkaniu z Oakland Athletics rozegrał no-hittera.
W 1970 po raz pierwszy zagrał w All-Star Game i wystąpił w dwóch meczach World Series, w których Orioles pokonali Cincinnati Reds 4–1. W sezonie 1973 miał najlepszy wskaźnik ERA (2,40), zaliczył 22 wygrane (3. wynik w lidze) i po raz pierwszy otrzymał nagrodę Cy Young Award dla najlepszego miotacza w American League. W 1975 zwyciężył w MLB w klasyfikacji zwycięstw, zaliczył najwięcej shutoutów (10) i miał najlepszy wskaźnik ERA 2,09. W latach 1976–1977 zaliczył najwięcej zwycięstw i rozegrał najwięcej inningów; w 1976 po raz trzeci został nagrodzony Cy Young Award jako pierwszy zawodnik w American League.
W 1983 zwyciężył w World Series po raz trzeci i jednocześnie stał się jedynym miotaczem w historii MLB, który zdobywał mistrzostwo w trzech różnych dekadach. Po raz ostatni zagrał 12 maja 1984. W późniejszym okresie był między innymi komentatorem dla stacji ABC, od 1989 jest sprawozdawcą meczów Orioles w lokalnej stacji telewizyjnej. W 1990 został uhonorowany członkostwem w Baseball Hall of Fame.
| Nagroda/wyróżnienie            | Lata                               | Źródło |
| 6× All-Star                    | 1970, 1971, 1972, 1975, 1977, 1978 | [ 1 ]  |
| 4× Gold Glove Award            | 1976, 1977, 1978, 1979             | [ 8 ]  |
| 3× zwycięzca w World Series    | 1966, 1970, 1983                   | [ 5 ]  |
| AL Cy Young Award              | 1973, 1975, 1976                   | [ 1 ]  |
| Baseball Hall of Fame          | od 1990                            | [ 7 ]  |
| # 22 zastrzeżony przez Orioles | 1985                               | [ 9 ]  |